# Fairchild Model 45
Dimensions

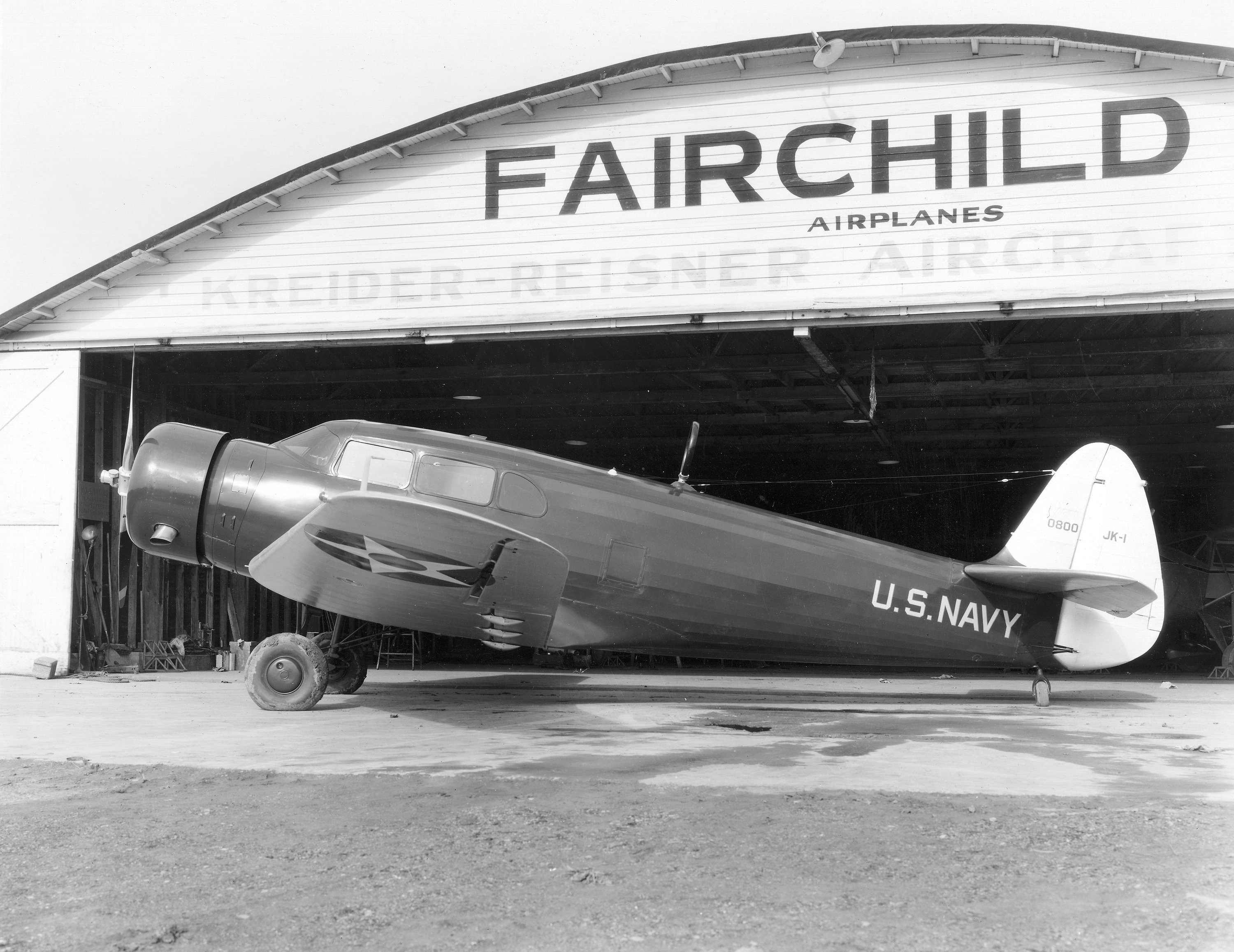
Un Fairchild JK-1 à l’extérieur d'un hangar de Fairchild

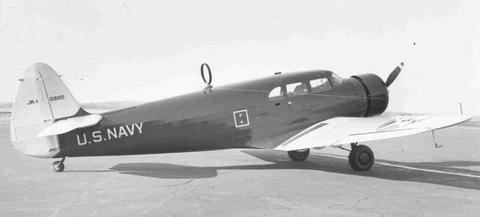
Fairchild JK-1

Le Fairchild Model 45 est un avion américain développé dans les années 1930. Il fut utilisé comme avion de transport militaire sous la désignation UC-88.

## Historique
Durant l'année 1934 Fairchild conçut un avion d'affaires et de tourisme à cinq places, désigné Model 45. Il vola pour la première fois le 31 mai 1935. Le Model 45 était un monoplan à aile basse cantilever et à train d'atterrissage classique rétractable. L'avion était propulsé par un moteur en étoile Jacobs L-4 de 225 ch et avait un intérieur standard luxueux. Les essais volants montrèrent qu'il avait de bonnes performances, bien qu'il fût décrit comme calme.
L'entreprise anticipa le fait que le Model 45 n'aurait qu'un marché limité sous cette forme, c'est pourquoi un seul prototype fut fabriqué.
Fairchild améliora ensuite le prototype avec un plus gros moteur, le Wright R-760 en étoile. Dans cette configuration il fut désigné Model 45-A. Cette configuration fut mise en production, avec 16 unités.

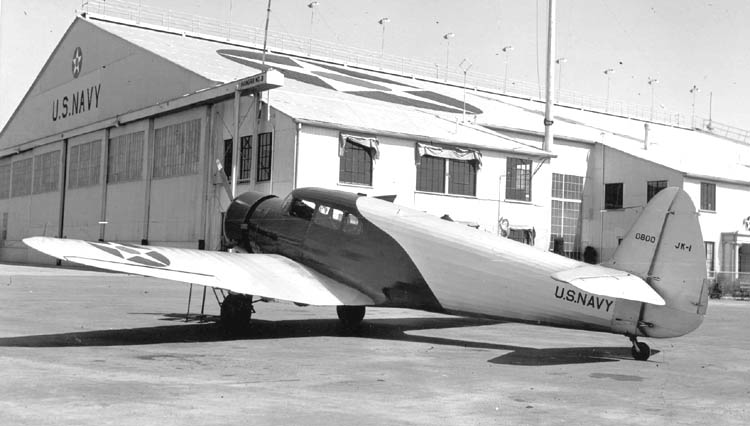
Fairchild JK-1

Un avion fut acheté comme transport de personnalité par l'United States Navy en tant que JK-1. Après l'entrée en guerre des États-Unis, deux avions furent mis en service dans les United States Army Air Forces en tant qu'UC-88.

## Variantes
45
Un prototype propulsé par un moteur en étoile Jacobs L-4 225 ch.
45-A
Version de production propulsée par un moteur en étoile Wright R-760 de 320 ch, 16 construits.
JK-1
Un 45-A pour l'United States Navy.
UC-88
Deux 45-A utilisés par l'United States Army Air Forces.

## Opérateurs
États-Unis
- United States Army Air Forces
- United States Navy